# DeSoto, Texas
DeSoto là một thành phố thuộc quận Dallas, tiểu bang Texas, Hoa Kỳ. Năm 2010, dân số của xã này là 49047 người.

## Dân số
- Dân số năm 2000: 37646 người.
- Dân số năm 2010: 49047 người.